# Silvestripus manus
Silvestripus manus är en mångfotingart som först beskrevs av Hilton 1933.  Silvestripus manus ingår i släktet Silvestripus och familjen fåfotingar. Inga underarter finns listade i Catalogue of Life.